# جرج بردوود

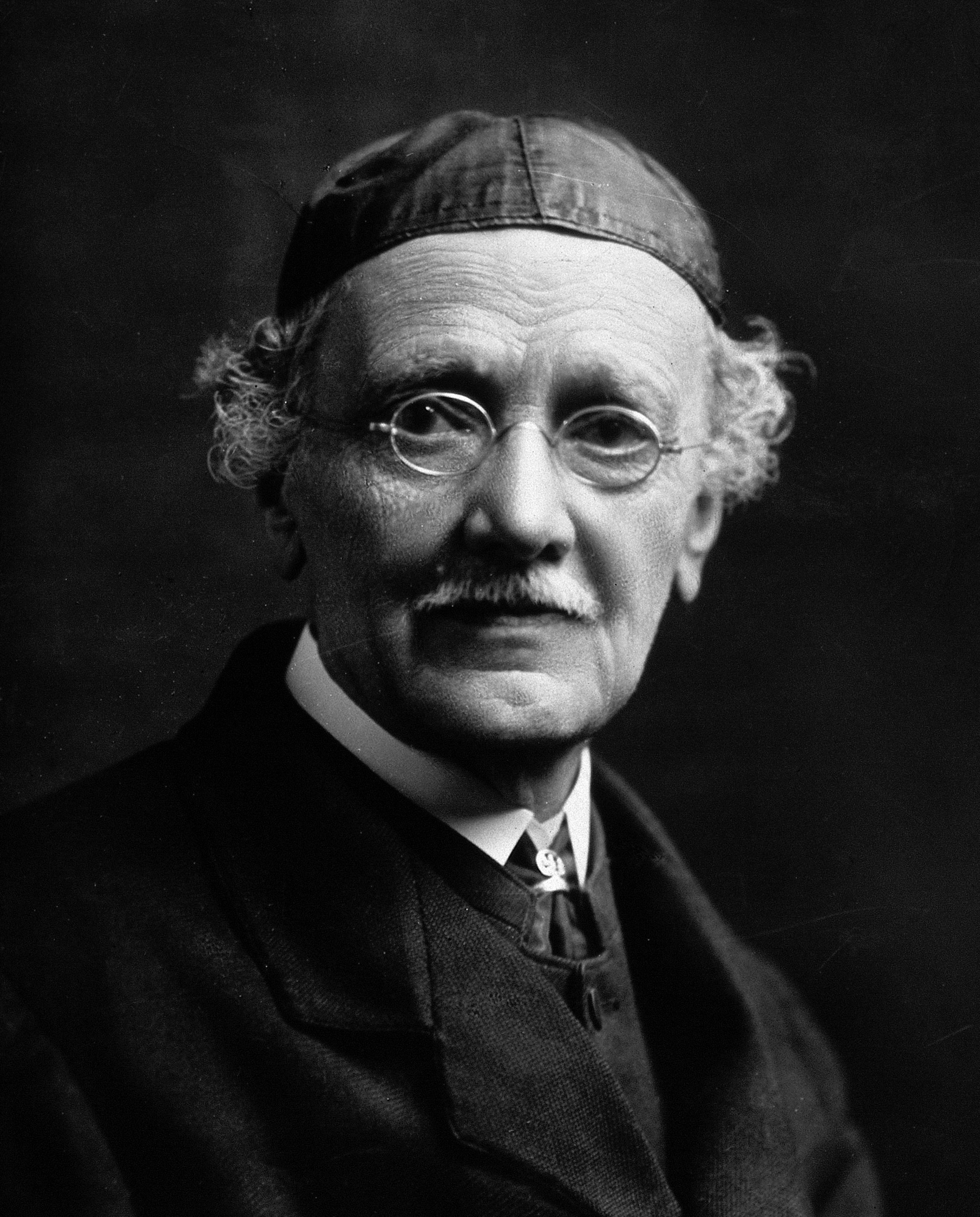
نگاره‌ای از سِر جرج کریستوفر مولزورث بردوود

سِر جرج کریستوفر مولزورث بردوود (به انگلیسی: Sir George Christopher Molesworth Birdwood) (زاده ۸ دسامبر ۱۸۳۲ در بلگایوم - درگذشته ۲۸ ژوئن ۱۹۱۷ در لندن) دولتمرد انگلیسی-هندی و نویسنده بود.

## زندگی‌نامه
وی فرزند ژنرال کریستوفر بردوود بود. جرج بروود در دانشگاه ادبیات پلیموث و دانشگاه ادینبرو تحصیل کرد و موفق به دریافت دکتری پزشکی گردید. وی در ۱۸۵۴ وارد خدمات پزشکی در بمبئی شد و در این هنگام بود که در جنگ هرات مابین ایران و انگلیس حضور یافت. وی سپس در Grant Medical College مشغول کار شد. این مرکز توسط Sir Jamsetjee Jejeebhoy, 1st Baronet راه اندازی گردیده بود.

به نوشته نشریه حبل المتین چاپ کلکته، فکر حمایت پارسیان هند از زرتشتیان ایران به پیشنهاد او بوده‌است:
وقتی که در ۱۸۸۵ در هندوستان بودم به پارسیان گفتم اگر می‌خواهید بنمایید که از بودن تحت حکومت انگلیس فایده برده‌اید، باید کاری برای ایران بکنید. برای تربیت پارسیان تربیت شده فرصت‌های بزرگی در ایران هست… ولی پارسیان خوب پیش می‌رفتند و باعث این عدم اقدام در ایران بی خیالی و بی ملاحظگی پارسیان بمبئی بودند، زیرا آنها خیلی راحت و راضی از روزگای خویش بودند. من خیلی اصرار به پارسیان کردم که بروند و ببینند چقدر برادران زرتشتی آن‌ها عقب مانده‌اند نسبت به گذشته‌شان و بروند و یک کاری برای پارسیان ایران بکنند به شکرانه فوایدی که از حکومت انگلیس بردند.
پس از تأسیس "انجمن بهبودی حال زرتشتیان ایران " این انجمن مانکجی لیمجی هاتریا را به عنوان نماینده انجمن به ایران اعزام کرد.